# Plagiopholis nuchalis
Plagiopholis nuchalis е вид влечуго от семейство Смокообразни (Colubridae).

## Разпространение
Видът е разпространен във Виетнам, Китай (Юннан), Мианмар и Тайланд.